# دره شهدا (مادرید)

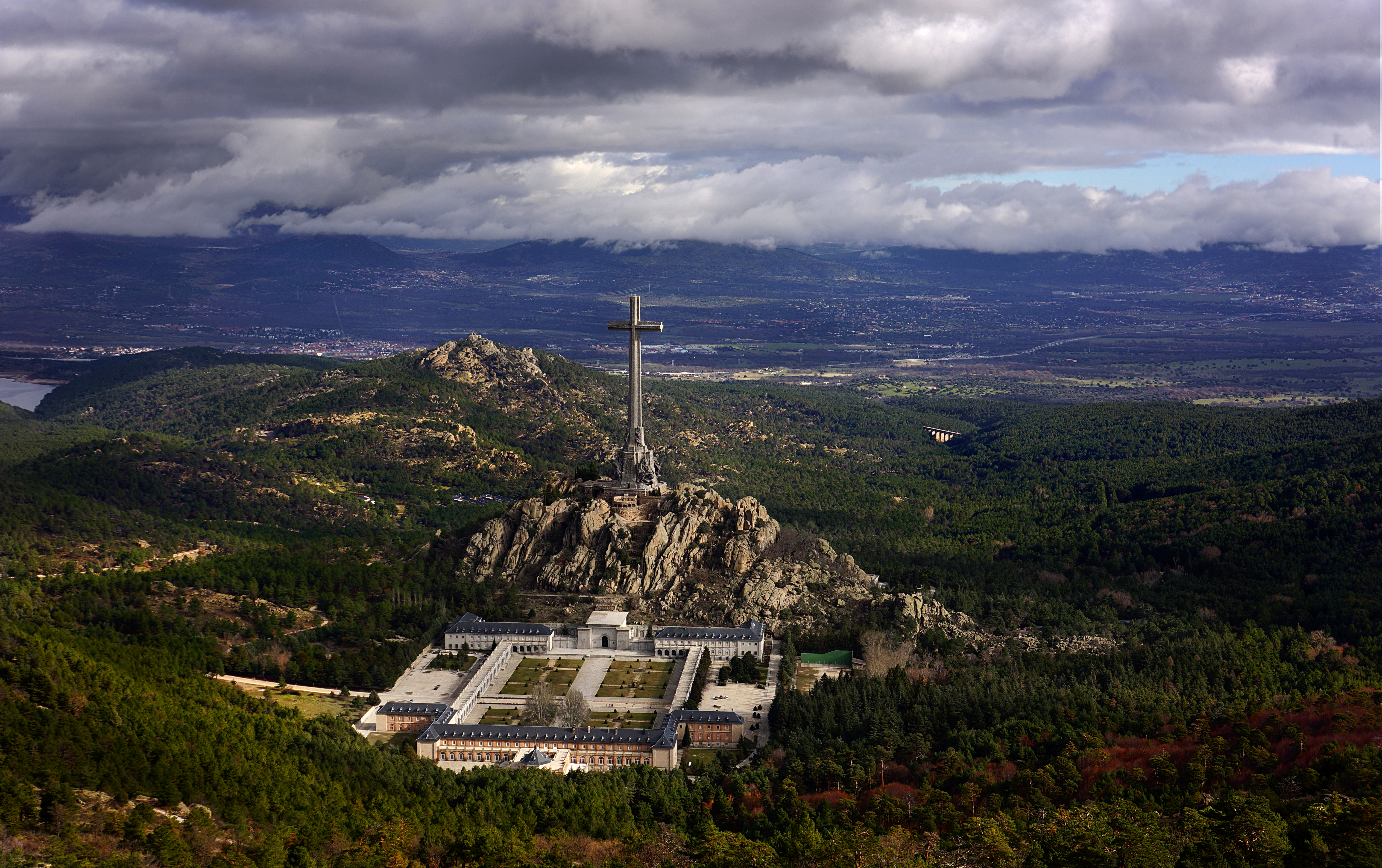
دورنمایی از درهٔ شهدای مادرید.

درهٔ شهدا (به اسپانیایی: Valle de los Caídos)، مجتمع یادبود عظیمی در نزدیکی مادرید، پایتخت اسپانیاست که به دستور ژنرال فرانکو ساخته شد و جمعی از شخصیت‌های بارز جنگ داخلی اسپانیا و دوران دیکتاتوری در آن دفن شده‌اند.
در سال ۲۰۱۹ دولت سوسیالیست اسپانیا جسد ژنرال فرانکو را از دره شهدا به گورستان دیگری در مادرید منتقل کرد. نبش قبر و خاکسپاری مجدد بیش از ۶۳ هزار یورو خرج برداشت.